# 修善寺温泉

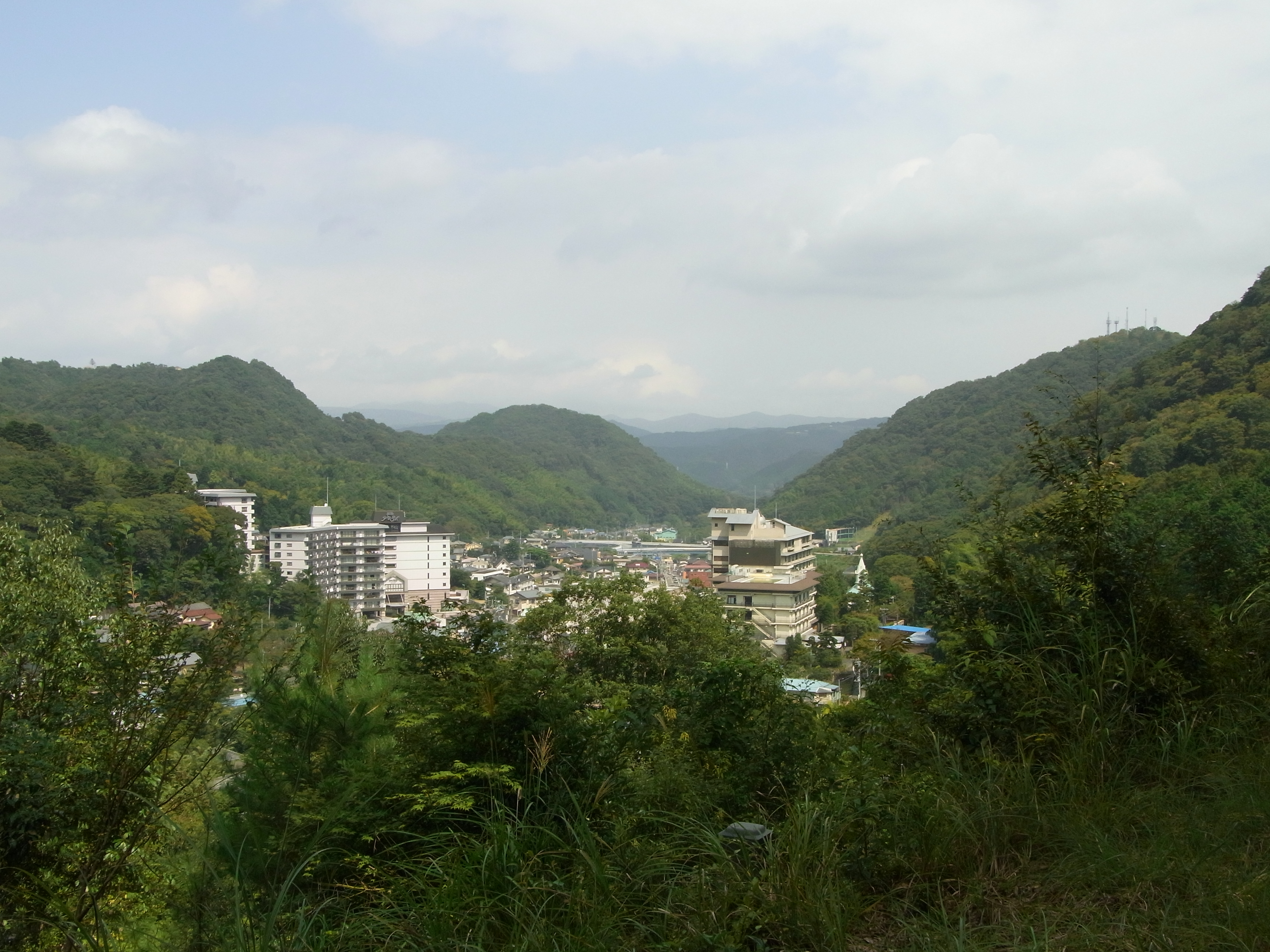
温泉街は山間に位置する

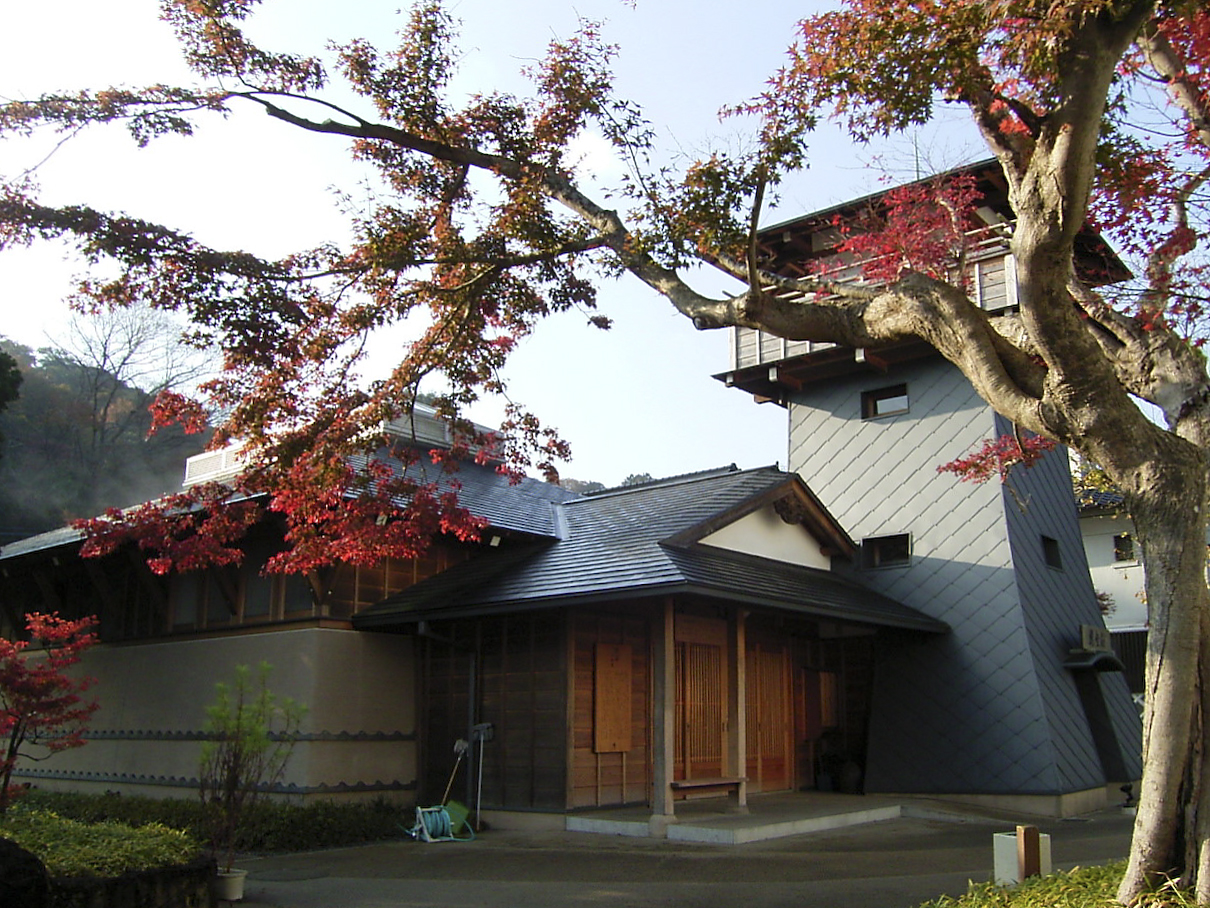
共同浴場の筥湯

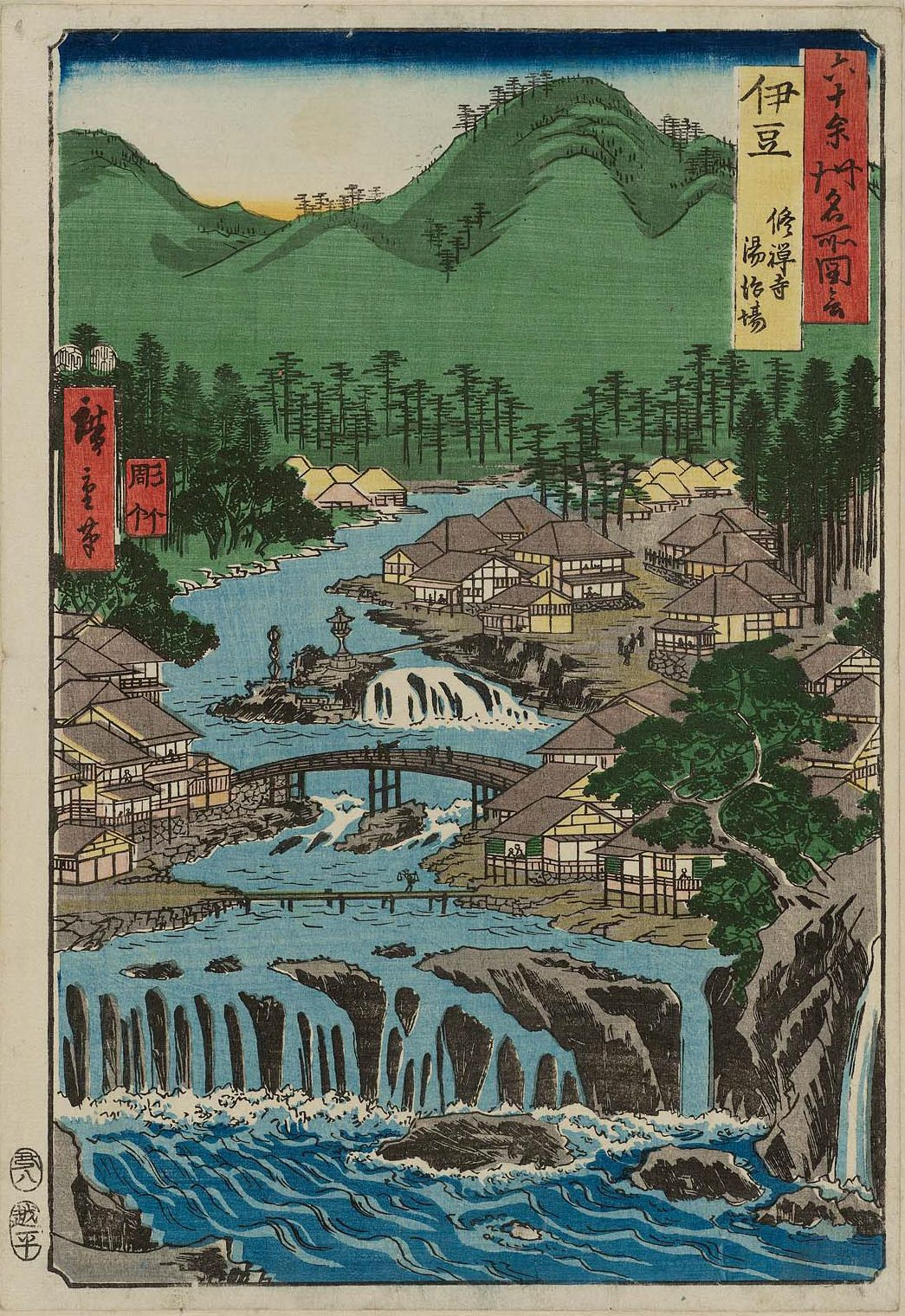
歌川広重

修善寺温泉（しゅぜんじおんせん）は、静岡県伊豆市修善寺にあり、伊豆半島で最も歴史がある温泉。日本百名湯に選ばれている。

## 泉質
アルカリ性単純泉

## 温泉街
温泉街の中心に修善寺川（通称：桂川）が流れ、河岸には温泉宿や飲食店が建ち並ぶ。川中の四阿には、同温泉地のシンボル的存在の独鈷の湯があり、無料で足湯を楽しめる。至近には地名の由来となった修禅寺があり、多くの観光客が訪れる。この寺では毎年8月20・21日に秋季弘法大師大祭が催され、屋台や打ち上げ花火が催される。また、遊歩道が整備され「竹林の小径」などが人気のスポットとなっている。
温泉街付近には源氏に関する史跡が多く、鎌倉幕府第2代将軍、源頼家の墓や、頼家の冥福を祈って母である北条政子が建てた指月殿などが残る。
以前には無秩序な湯の汲み上げにより、温泉水位が下がって海水が混入したり、主要成分の含有量が少なくなったりした。このため、1981年（昭和56年）6月より集中管理に切り替えて供給を行っている。
また、独鈷の湯を含め、外湯（共同浴場）が7ヶ所あり、これらは地元住民の利用のみ許されていた状態であったが、2002年には観光客も入浴可能な「筥湯（はこゆ）」が開業した。
2004年10月には、台風22号によって修善寺川が増水し温泉街に被害がもたらされた。

## 歴史
修善寺温泉の歴史は、平安時代に弘法大師（空海）が開いたという修禅寺の歴史とともにある。川原で病気の父親の体を洗う少年のために「弘法大師が独鈷を用いて岩を砕き、そこから湯が湧出した」との開湯の伝説が残る。鎌倉幕府の時代には、源頼家が修禅寺に幽閉され暗殺された。
- 1930年（昭和5年）10月26日 - 北伊豆地震の発生により倒壊23戸、死者多数。修善寺公園内の池の堤防が決壊して浸水家屋多数[5]。

## 主な施設
- 修禅寺 - 弘法大師空海が大同2年（807年）に開基したと伝わる古刹。
- 日枝神社 - かつて修禅寺の信功院があった場所で、源範頼が兄・源頼朝から幽閉された場所。
- 源範頼の墓 - 幽閉後、梶原景時率いる兵の不意打ちにあい、防戦の末に自刃したと伝わる。日枝神社境内より、600メートル程度西の山腹にある。
- 独鈷の湯 - 空海が修善寺を訪れたとき、桂川で病んだ父親の体を洗う少年を見つけ心うたれ、手に持った独鈷杵で川中の岩を打ち砕き、霊泉を噴出させた。修善寺温泉発祥の湯。足湯が利用できる。
- 竹林の小径 - 桂川に沿う手入れされた竹林の中の遊歩道。
- 源氏公園
  - 指月殿 - 北条政子が息子・頼家の冥福を祈り菩提所として建立したもの。伊豆最古の木造建築物[6]。
  - 源頼家の墓 - 修禅寺に幽閉された後、北条時政の手により23歳で、修禅寺門前で暗殺された。元禄16年（1703年）頼家公500回忌の際に、修禅寺住職が建てたと伝わる[7]。
  - 十三士の墓 - 頼家が暗殺された後、再起を期し家臣13人が謀反を企てたが発覚し殺害されたと伝わり、その家臣の霊を祀る[8]。
- ハリストス正教会 - 異国情緒ある教会で、静岡県の有形文化財に指定されている[9]。
- 修善寺虹の郷 - イギリスの歴史と文化に触れることができるテーマパーク。

## 文学
明治時代には静かな環境が文豪に愛され、夏目漱石なども訪れた。
- 岡本綺堂 - 戯曲『修禅寺物語』、随筆『春の修善寺』『秋の修善寺』[10]
- 芥川龍之介 - 短編『温泉だより』『新曲修善寺』[10]
- 尾崎紅葉 - 長編『金色夜叉』を執筆[10]
- 泉鏡花 - 『斧琴菊』『奥の院にて』『半島一奇抄』[11][10]がある。
- 夏目漱石 - 療養のために訪れ昏睡状態に陥った（修善寺の大患）。『思い出す事など』
- 島崎藤村 - 『伊豆の旅』[10]
- 田山花袋 - 『北伊豆』『南伊豆』[10]
- 川端康成 - 『伊豆温泉記』[10]
- 井伏鱒二 - 『修善寺の桂川』[10]

## 交通
- 東海道新幹線・東海道本線の三島駅から伊豆箱根鉄道駿豆線で終点の修善寺駅下車。路線バスで修善寺温泉バス停まで8分。
- 東名高速道路沼津ICから伊豆縦貫自動車道で1時間。

## 風景

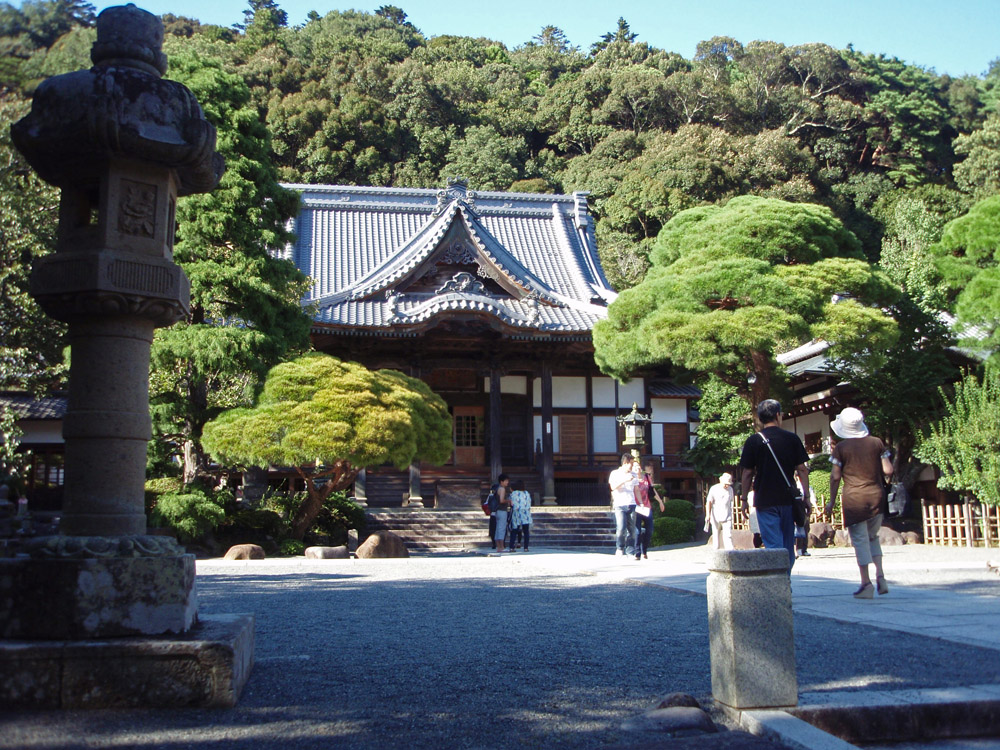
修禅寺
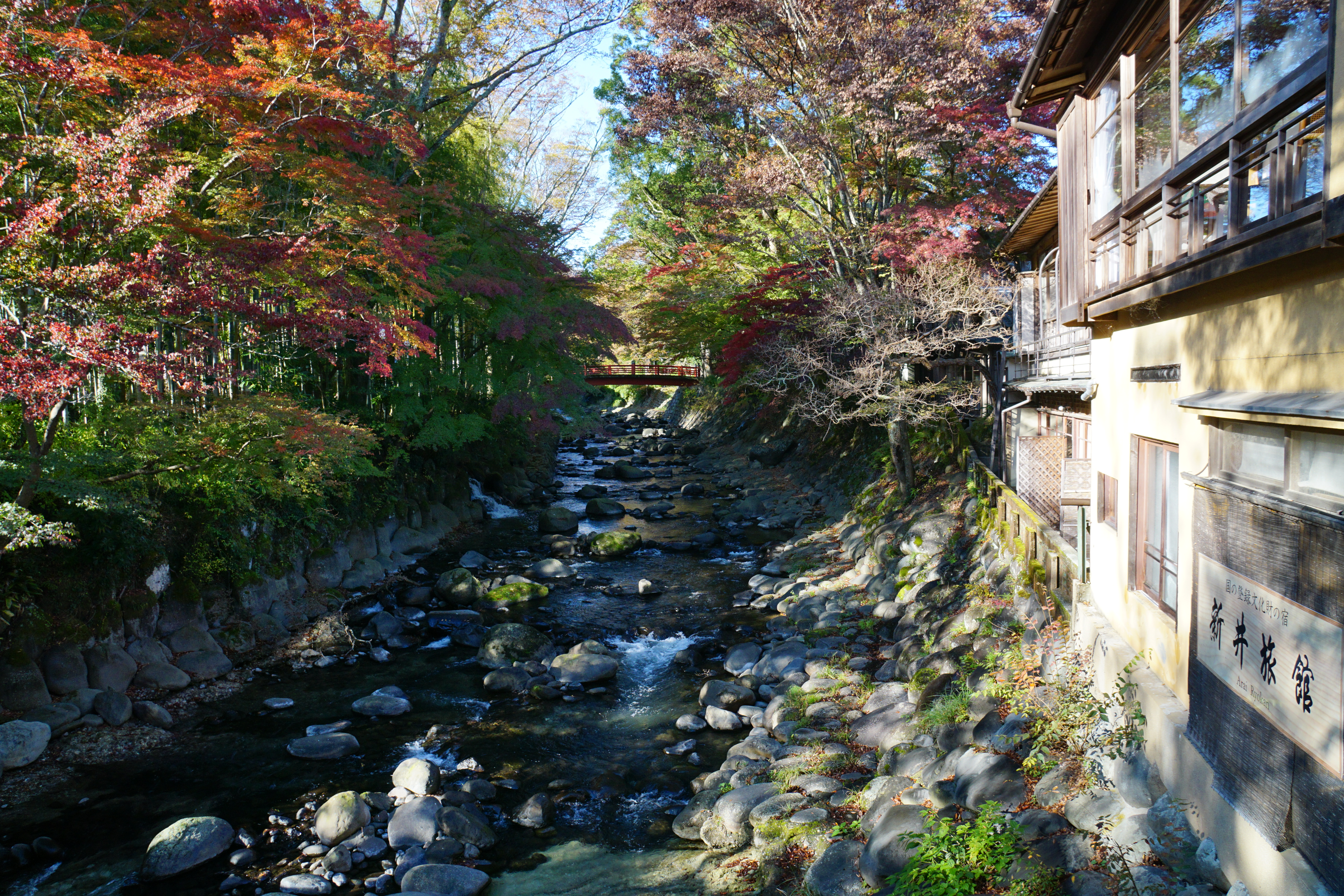
修善寺川、手前右に新井旅館、遠くに桂橋
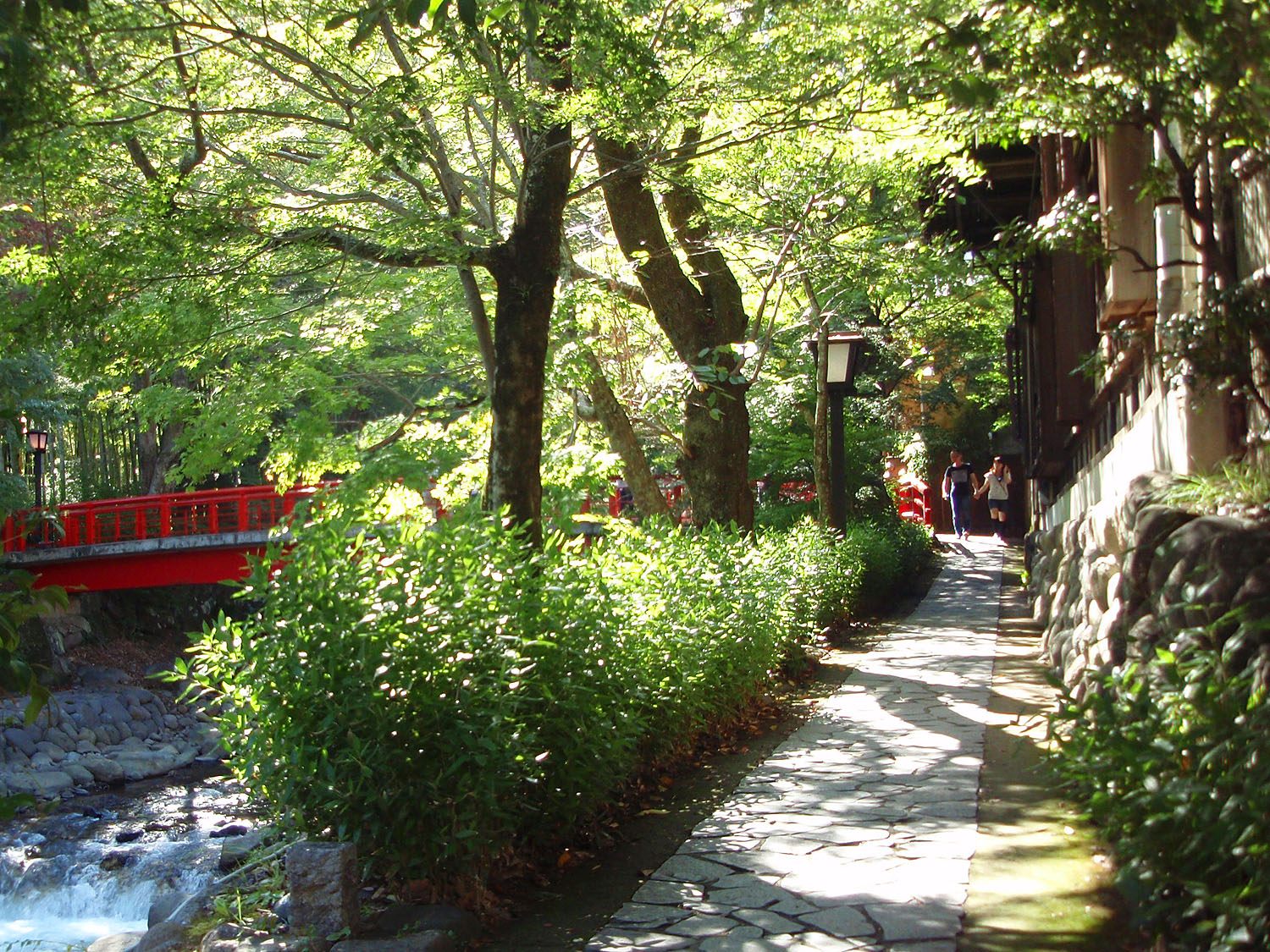
遊歩道
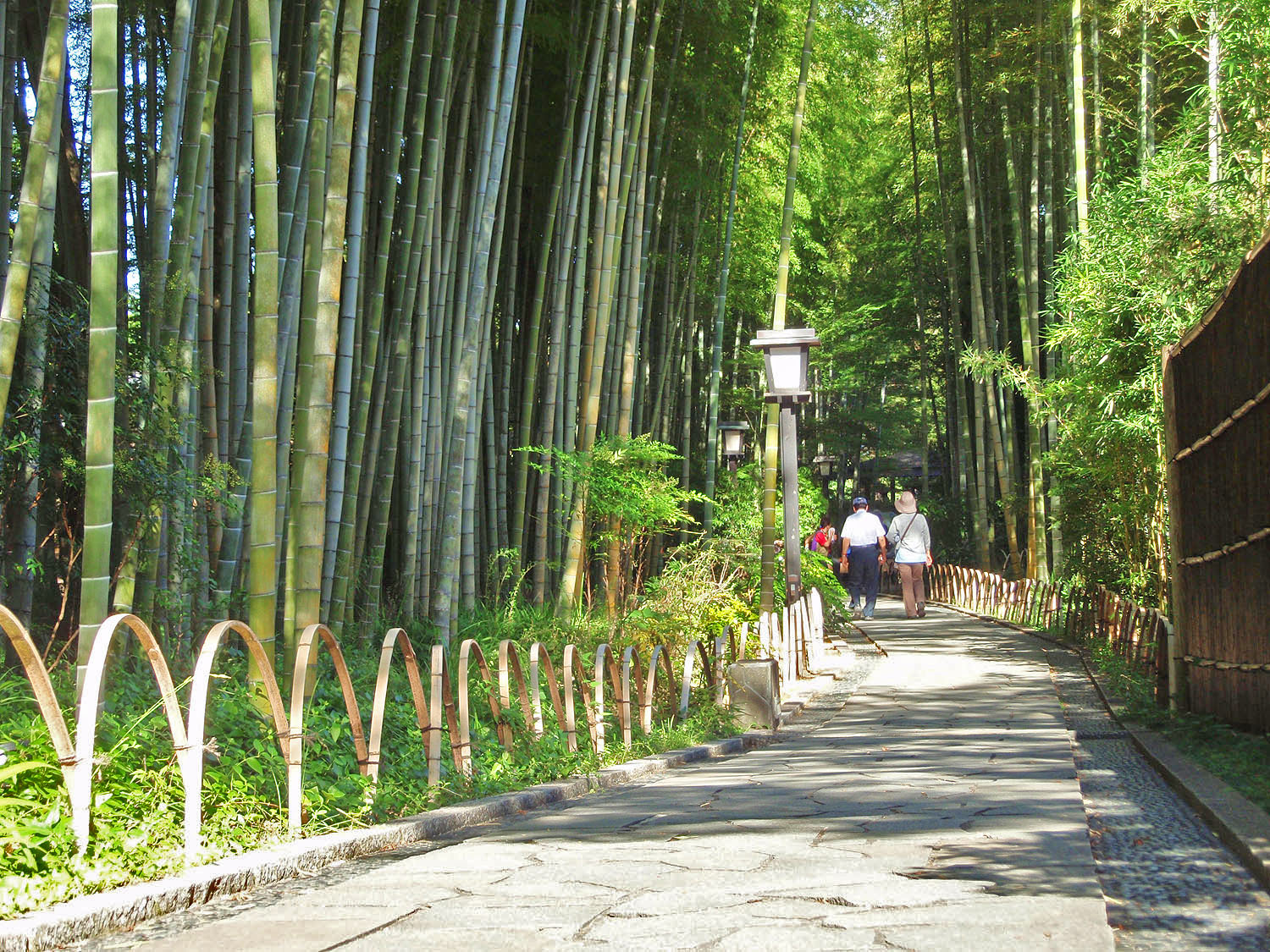
竹林の小径
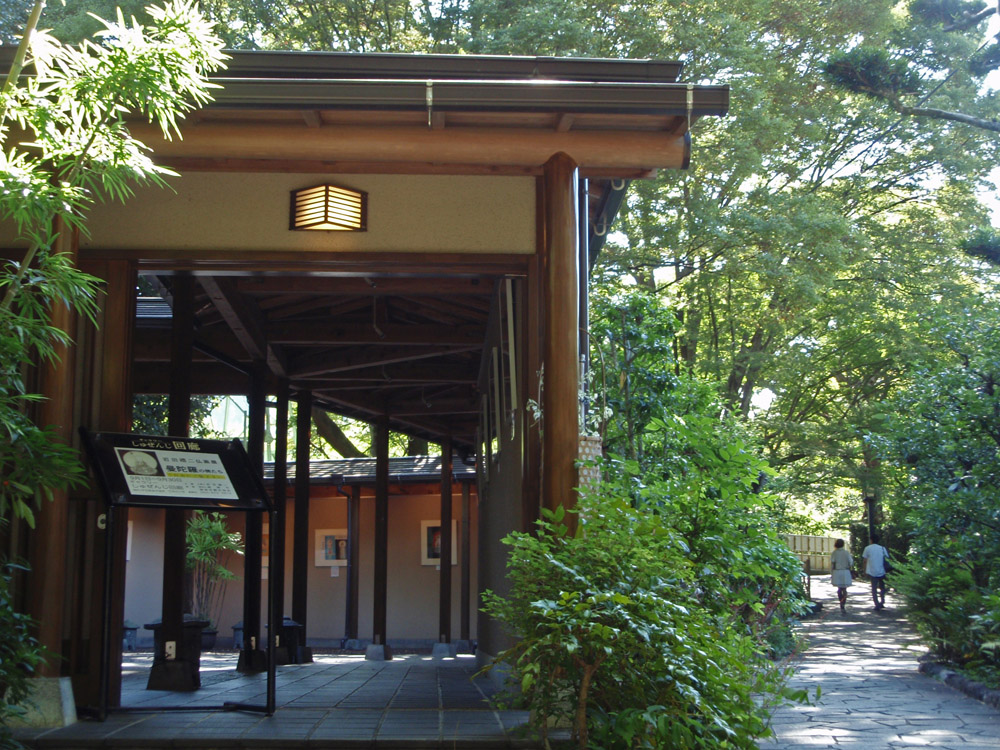
無料ギャラリーと遊歩道
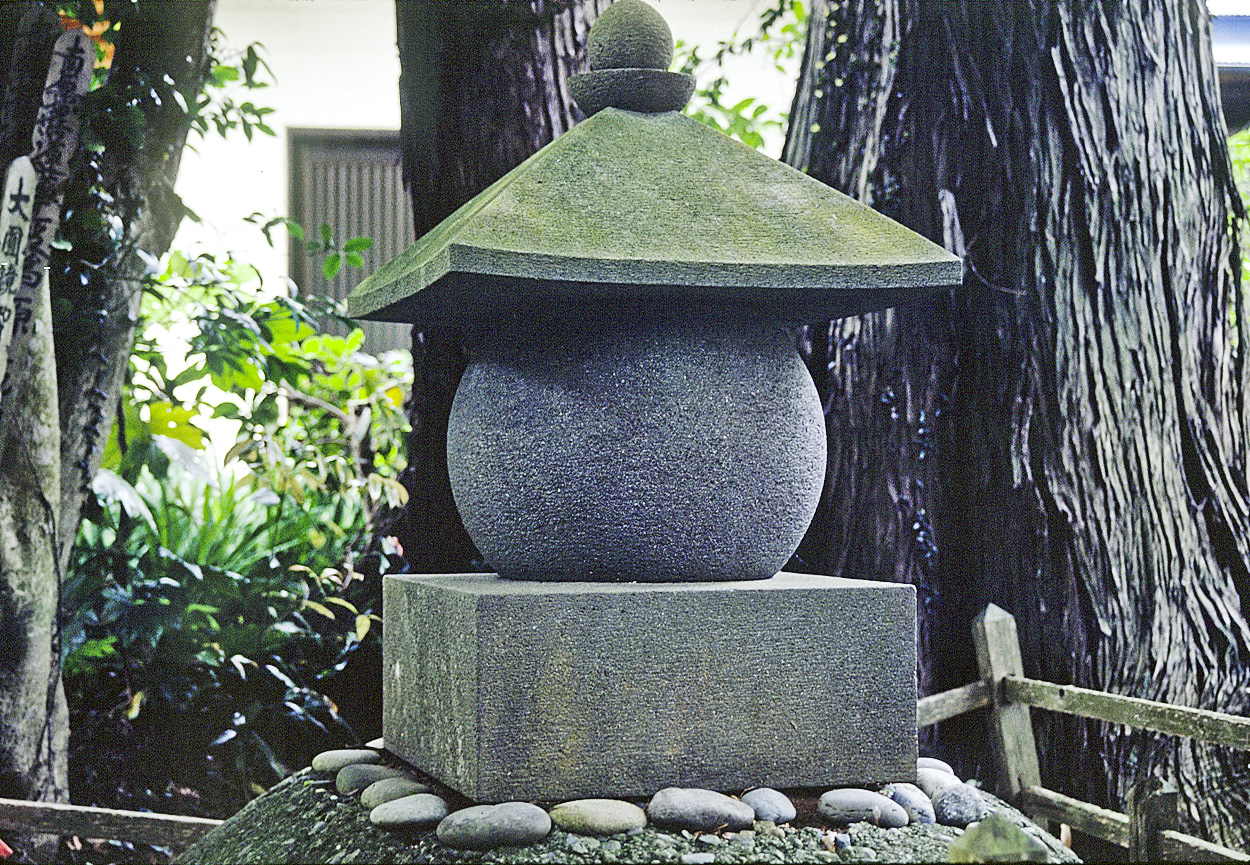
源範頼の墓
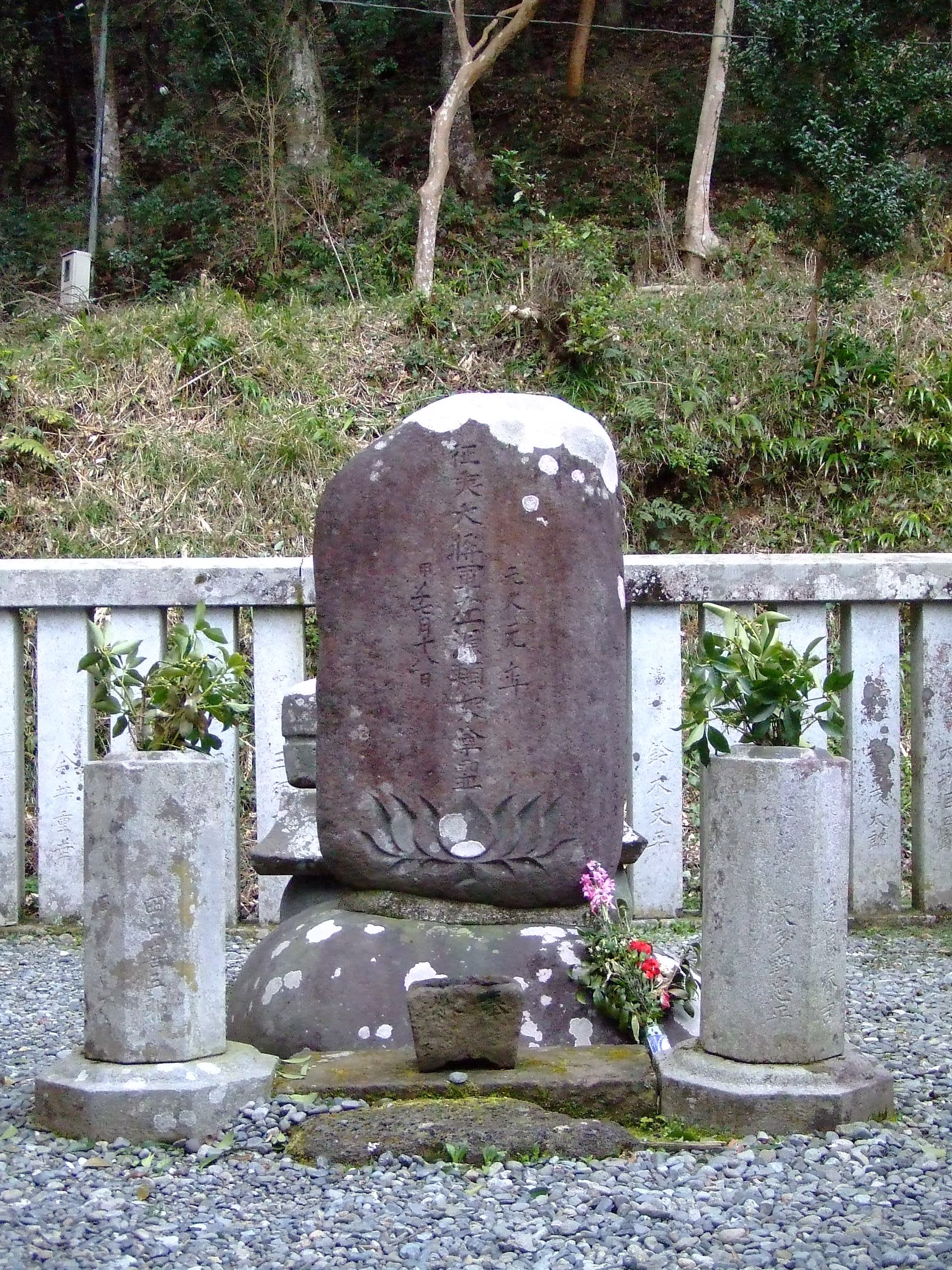
源頼家の墓
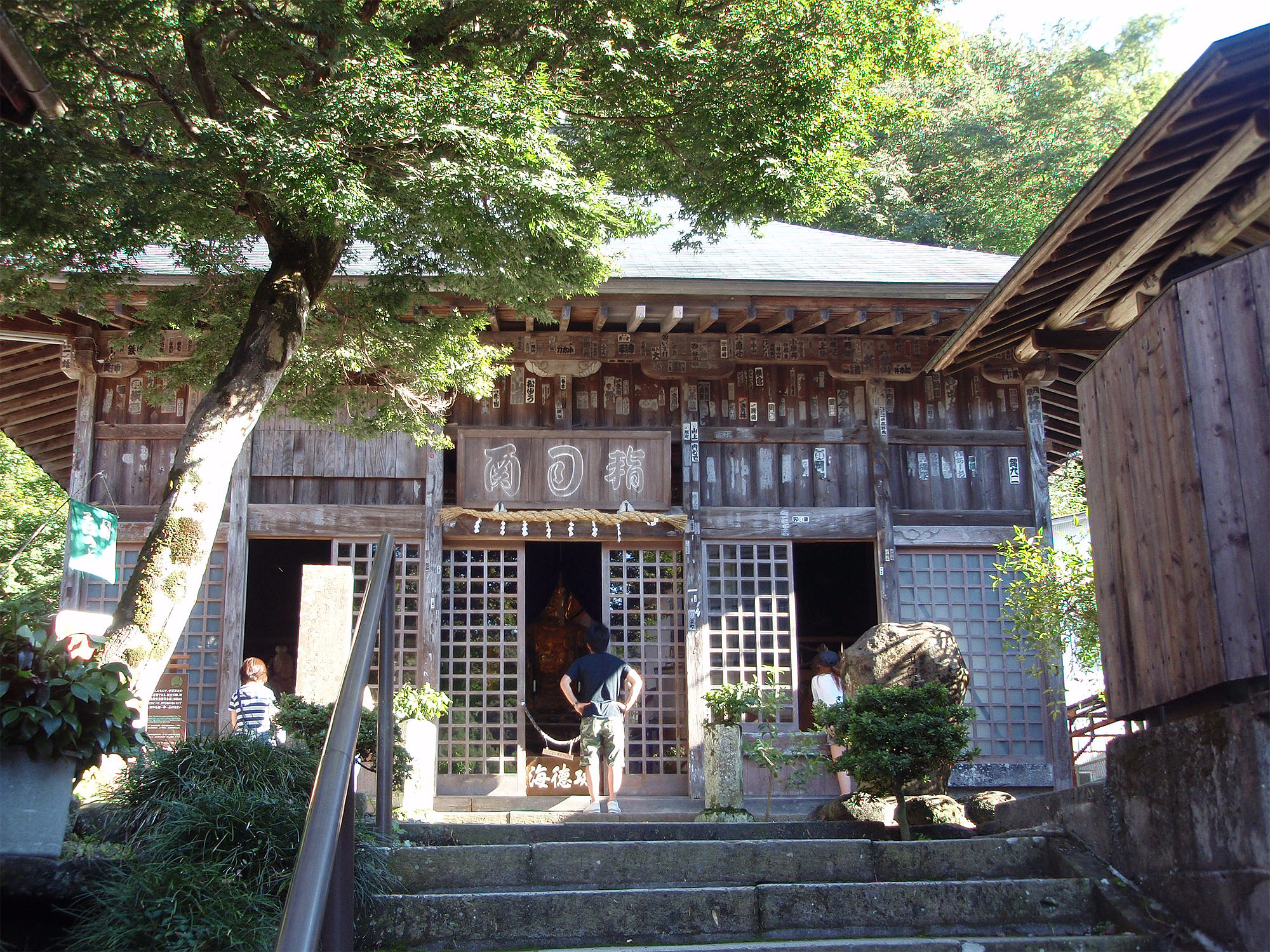
指月殿
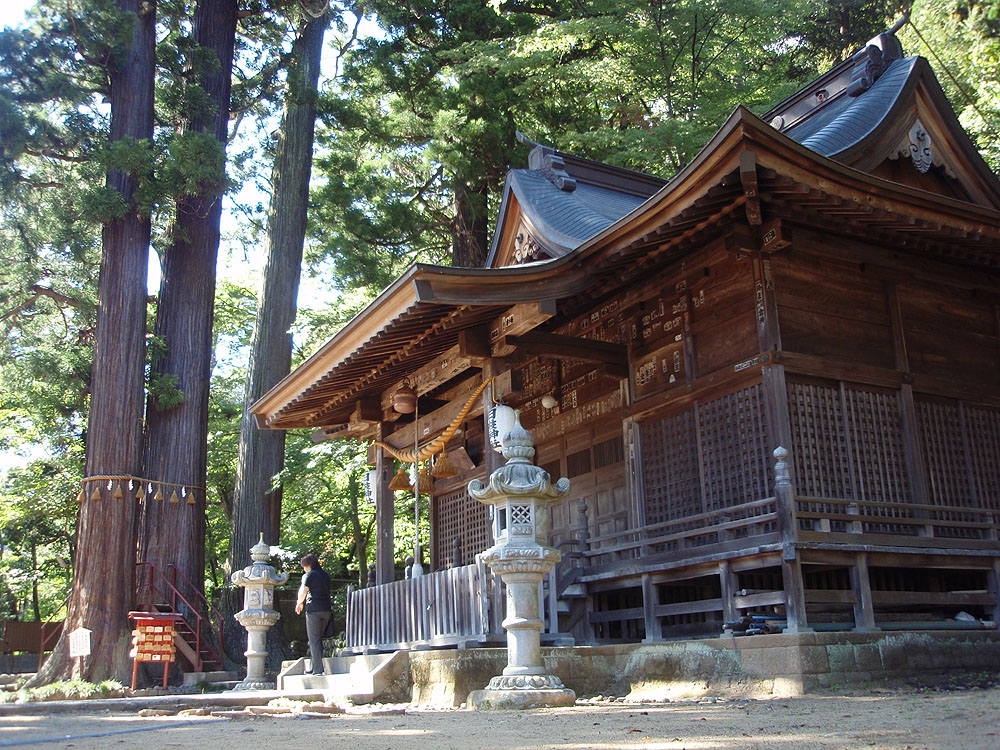
日枝神社
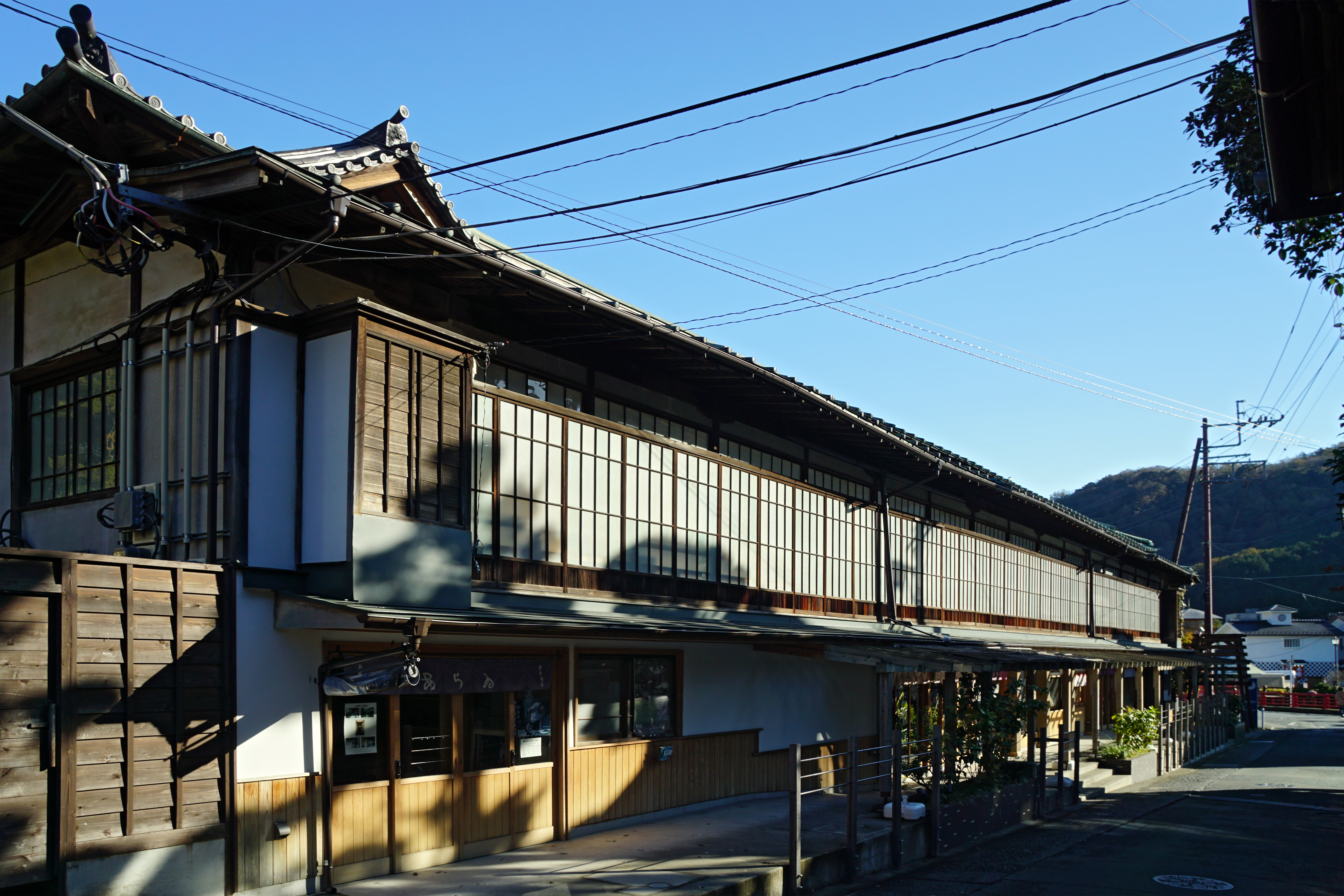